# Liste der olympischen Medaillengewinner aus Tunesien
Das Comité National Olympique Tunisien wurde 1957 vom Internationalen Olympischen Komitee aufgenommen.

## Medaillenbilanz
Bislang konnten zwölf Sportler aus Tunesien 18 olympische Medaillen erringen (6 × Gold, 4 × Silber und 8 × Bronze).
| Tunesien bei den Olympischen Sommerspielen                                      | Tunesien bei den Olympischen Sommerspielen | Tunesien bei den Olympischen Sommerspielen | Tunesien bei den Olympischen Sommerspielen | Tunesien bei den Olympischen Sommerspielen | Tunesien bei den Olympischen Sommerspielen |      | Tunesien bei den Olympischen Winterspielen | Tunesien bei den Olympischen Winterspielen | Tunesien bei den Olympischen Winterspielen | Tunesien bei den Olympischen Winterspielen | Tunesien bei den Olympischen Winterspielen | Tunesien bei den Olympischen Winterspielen |
| Jahr                                                                            | Gold                                       | Silber                                     | Bronze                                     | Gesamt                                     | Rang                                       | Jahr | Gold                                       | Silber                                     | Bronze                                     | Gesamt                                     | Rang                                       |                                            |
| 1960                                                                            | 0                                          | 0                                          | 0                                          | 0                                          |                                            |      | 1960                                       | –                                          | –                                          | –                                          | –                                          | –                                          |
| 1964                                                                            | 0                                          | 1                                          | 1                                          | 2                                          | 29                                         |      | 1964                                       | –                                          | –                                          | –                                          | –                                          | –                                          |
| 1968                                                                            | 1                                          | 0                                          | 1                                          | 2                                          | 28                                         |      | 1968                                       | –                                          | –                                          | –                                          | –                                          | –                                          |
| 1972                                                                            | 0                                          | 1                                          | 0                                          | 1                                          | 33                                         |      | 1972                                       | –                                          | –                                          | –                                          | –                                          | –                                          |
| 1976                                                                            | 0                                          | 0                                          | 0                                          | 0                                          |                                            |      | 1976                                       | –                                          | –                                          | –                                          | –                                          | –                                          |
| 1980                                                                            | –                                          | –                                          | –                                          | –                                          | –                                          |      | 1980                                       | –                                          | –                                          | –                                          | –                                          | –                                          |
| 1984                                                                            | 0                                          | 0                                          | 0                                          | 0                                          |                                            |      | 1984                                       | –                                          | –                                          | –                                          | –                                          | –                                          |
| 1988                                                                            | 0                                          | 0                                          | 0                                          | 0                                          |                                            |      | 1988                                       | –                                          | –                                          | –                                          | –                                          | –                                          |
| 1992                                                                            | 0                                          | 0                                          | 0                                          | 0                                          |                                            |      | 1992                                       | –                                          | –                                          | –                                          | –                                          | –                                          |
| 1996                                                                            | 0                                          | 0                                          | 1                                          | 1                                          | 71                                         |      | 1994                                       | –                                          | –                                          | –                                          | –                                          | –                                          |
| 2000                                                                            | 0                                          | 0                                          | 0                                          | 0                                          |                                            |      | 1998                                       | –                                          | –                                          | –                                          | –                                          | –                                          |
| 2004                                                                            | 0                                          | 0                                          | 0                                          | 0                                          |                                            |      | 2002                                       | –                                          | –                                          | –                                          | –                                          | –                                          |
| 2008                                                                            | 1                                          | 0                                          | 0                                          | 1                                          | 52                                         |      | 2006                                       | –                                          | –                                          | –                                          | –                                          | –                                          |
| 2012                                                                            | 2                                          | 0                                          | 1                                          | 3                                          | 45                                         |      | 2010                                       | –                                          | –                                          | –                                          | –                                          | –                                          |
| 2016                                                                            | 0                                          | 0                                          | 3                                          | 3                                          | 75                                         |      | 2014                                       | –                                          | –                                          | –                                          | –                                          | –                                          |
| 2020                                                                            | 1                                          | 1                                          | 0                                          | 2                                          | 58                                         |      | 2018                                       | –                                          | –                                          | –                                          | –                                          | –                                          |
| 2024                                                                            | 1                                          | 1                                          | 1                                          | 3                                          | 52                                         |      | 2022                                       | –                                          | –                                          | –                                          | –                                          | –                                          |
| Gesamt                                                                          | 6                                          | 4                                          | 8                                          | 18                                         |                                            |      | Gesamt                                     | 0                                          | 0                                          | 0                                          | 0                                          |                                            |
| \| \| Gold \| Silber \| Bronze \| Gesamt \| \| Ges. S+W \| 6 \| 4 \| 8 \| 18 \| |                                            |                                            |                                            |                                            |                                            |      |                                            |                                            |                                            |                                            |                                            |                                            |
|                                                                                 | Gold                                       | Silber                                     | Bronze                                     | Gesamt                                     |                                            |      |                                            |                                            |                                            |                                            |                                            |                                            |
| Ges. S+W                                                                        | 6                                          | 4                                          | 8                                          | 18                                         |                                            |      |                                            |                                            |                                            |                                            |                                            |                                            |

## Medaillengewinner
| Name                    | Sportart       | Jahr                | Disziplin                        | Gold | Silber | Bronze | Gesamt |
| ----------------------- | -------------- | ------------------- | -------------------------------- | ---- | ------ | ------ | ------ |
| Marwa Amri              | Ringen         | 2016 Rio de Janeiro | Freistil, Weltergewicht, Frauen  | –    | –      | 1      | 1      |
| Inès Boubakri           | Fechten        | 2016 Rio de Janeiro | Florett, Einzel, Frauen          | –    | –      | 1      | 1      |
| Farès Ferjani           | Fechten        | 2024 Paris          | Säbel, Einzel, Männer            | –    | 1      | –      | 1      |
| Habib Galhia            | Boxen          | 1964 Tokio          | Halbweltergewicht, Männer        | –    | –      | 1      | 1      |
| Mohamed Gammoudi        | Leichtathletik | 1964 Tokio          | 10.000 m, Männer                 | –    | 1      | –      | 4      |
| Mohamed Gammoudi        | Leichtathletik | 1968 Mexiko-Stadt   | 5000 m, Männer                   | 1    | –      | –      | 4      |
| Mohamed Gammoudi        | Leichtathletik | 1968 Mexiko-Stadt   | 10.000 m, Männer                 | –    | –      | 1      | 4      |
| Mohamed Gammoudi        | Leichtathletik | 1972 München        | 5000 m, Männer                   | –    | 1      | –      | 4      |
| Habiba Ghribi           | Leichtathletik | 2012 London         | 3000-Meter-Hindernislauf, Frauen | 1    | –      | –      | 1      |
| Ahmed Hafnaoui          | Schwimmen      | 2020 Tokio          | Freistil, 400 Meter, Männer      | 1    | –      | –      | 1      |
| Mohamed Khalil Jendoubi | Taekwondo      | 2020 Tokio          | Fliegengewicht, Männer           | –    | 1      | –      | 2      |
| Mohamed Khalil Jendoubi | Taekwondo      | 2024 Paris          | Fliegengewicht, Männer           | –    | –      | 1      | 2      |
| Firas Katoussi          | Taekwondo      | 2024 Paris          | Mittelgewicht, Männer            | 1    | –      | –      | 1      |
| Oussama Mellouli        | Schwimmen      | 2008 Peking         | 1500 m Freistil, Männer          | 1    | –      | –      | 3      |
| Oussama Mellouli        | Schwimmen      | 2012 London         | 1500 m Freistil, Männer          | –    | –      | 1      | 3      |
| Oussama Mellouli        | Schwimmen      | 2012 London         | 10 km Freiwasser, Männer         | 1    | –      | –      | 3      |
| Fathi Missaoui          | Boxen          | 1996 Atlanta        | Halbweltergewicht, Männer        | –    | –      | 1      | 1      |
| Oussama Oueslati        | Taekwondo      | 2016 Rio de Janeiro | Mittelgewicht, Männer            | –    | –      | 1      | 1      |